# Alexander Maunder
Alexander Elsdon Maunder (Loxbeare, Devon, 3 de febrer de 1861 – Bickleigh, Devon, 2 de febrer de 1932) va ser un tirador anglès que va competir a començaments del segle xx.
El 1908 va prendre part en els Jocs Olímpics de Londres, on guanyà la medalla d'or en la competició de fossa olímpica per equips, i la de bronze en la prova individual.
El 1912, als Jocs d'Estocolm, guanyà la medalla de plata en fossa olímpica per equips i acabà en 49a posició en la prova individual.